# Athens Spartans RFC
Ne doit pas être confondu avec Athens RFC.
Maillots
Athens Spartans Rugby Football Club, ou plus simplement Athens Spartans RFC, (Αθλητικός Σύλλογος Σπαρτιατών Ράγκμπυ Φούτμπολ en grec) est le plus ancien club grec de rugby à XV, et il est basé à Athènes. Il évolue durant la saison 2012-2013 en Championnat de Grèce de rugby à XV, soit le plus haut niveau national. Outre l'équipe équipe senior il y a une équipe une des moins de 18 ans qui joue au stade Aghios-Cosmas au sud d'Athènes et une école de rugby pour les garçons et les filles de 12 à 14 ans installée au stade de Glyfada

## Histoire
Fondé en 1982, le Athens Spartans RFC est le premier club de rugby à XV de la Grèce. Étant à l'époque et pendant plusieurs années le seul club de rugby en Grèce, il joue la plupart de ses premiers matchs contre les équipages de navires de guerre en visite. Le club joue dans le championnat national de rugby grec. Plusieurs joueurs des Spartiates sont sélectionnés dans l'équipe nationale ainsi que dans l'équipe nationale des - de 20 ans. Lors de l'édition 2011-2012, les Spartiates terminent second du championnat et cinquièmes lors de la saison 2012-2013.

## Joueurs emblématiques
Plusieurs jeunes Spartiates ont joué au niveau semi-pro un peu partout dans le monde. Parmi ceux-ci on peut citer Argyris Saliarelis au Brigwater & Albion FC, Panagiotis Marmaras au Montréal Wanderers RFC ou Stephanos Stephanou avec l'équipe de l'Université de l'Essex. D'autres joueurs ont été sectionnés dans l'équipe nationale grecque de rugby à XV comme Antonis Dermetzis, Giannhs Ktitsakis et Sofianidhs Christos.